# Хлоритизація
Хлоритизація (рос. хлоритизация, англ. chloritization; нім. Chloritiesierung f) — процес зміни гірських порід за рахунок заміщення хлоритом кольорових мінералів (амфіболів, піроксенів, біотиту, епідоту) або аморфної основної маси. Хлоритизація частіше зазнають магматичні породи ультраосновного і основного, рідше середнього кислого складу.
Генетично хлоритизація пов'язана г.ч. з процесами регіонального метаморфізму (напр. з утворенням зелених сланців), автометаморфізму і впливом гідротермальних розчинів.
Гідротермальна хлоритизація — поширений тип навколорудних змін, є пошуковою ознакою гідротермальних рудних родовищ.